# Apsu
Apsu ou Abzu (Em acádio: apsû, ; lit. "ab" = longe, "zu" = água) era um deus das águas doces de fontes subterrâneas, com atribuições religiosas nas mitologias da Suméria e Acádia. Lagos, rios, poços, e outras fontes de água doce também significavam "abzu".

## Cosmogonia Suméria

"Apsu" escrito em cuneiforme.

Certas represas de águas sagradas nos pátios dos templos da Babilônia e Acádia também eram chamados de "apsu" e serviam para rituais de purificação. Alguns estudiosos as consideram origem das abluções, das casas de banho das mesquitas islâmicas e pias batismais das igrejas cristãs.
No épico babilônico Enuma Elis, Apsu, o "procriador dos deuses", está inerte e sonolento mas encontra sua paz perturbada pelos deuses mais novos então decide destruí-los. Seu neto Enqui, escolhido para representar os deuses mais novos, joga um feitiço em Apsu o colocando em um sono profundo a assim o confina ao submundo.  Subsequentemente Enqui cria seu lar nas profundezas das fontes aquíferas e assume todas as funções de Apsu, incluindo seus poderes fertilizadores como senhor das águas e senhor do sêmen.

## Divindade
Apsu é uma efígie de uma divindade na criação épica babilônica, o Enuma Elis, livro da biblioteca de Assurbanípal a qual é milênios mais velha. Na história, ele era um ser primordial feito das águas doces e amante de outra divindade primordial, Tiamate, que era uma criatura das águas salgadas. O Enuma Elis começa com:
Quando os céus acima não existiam ainda e nem a terra abaixo, Apsu o oceano de água doce estava lá, o primeiro, o procriador, e Tiamate, o mar de água salgada, ela que criou tudo; eles ainda estavam misturados em suas águas, e nenhuma pastagem ainda tinha sido formada, nem mesmo um pedaço de pântano...